# 에스토니아 미술관
에스토니아 미술관(에스토니아어: Eesti Kunstimuuseum)은 에스토니아 탈린의 미술관으로, 1919년 설립되었다. 원래 카드리오르그 궁전에 있던 이 박물관은 여러 지역으로 확장되었으며 오늘날에는 국제 및 지역 미술 작품을 전시하고 있다.

## 관
에스토니아 미술관은 다음 관으로 구성되어 있습니다:
- 카드리오르그 공원 지역
  - 쿠무 (에스토니아 미술관 본관)
  - 카드리오르그 미술관
  - 미켈 미술관

- 그 외 탈린의 다른 지역
  - 니굴리스테 박물관
  - 아담손-에리크 박물관